# New Cross

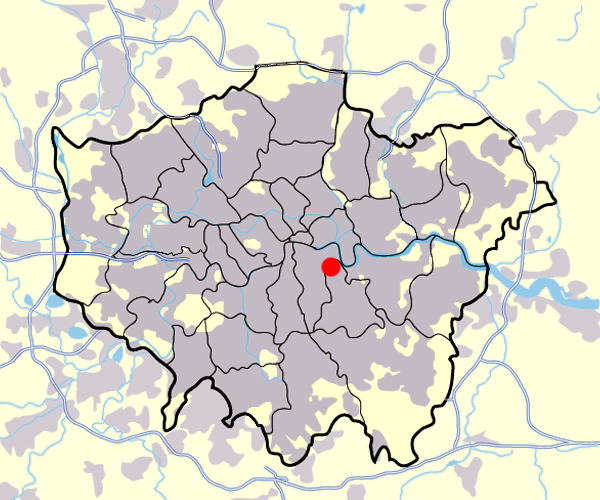
New Cross, dans le district de Lewisham à Londres

New Cross est un quartier du sud-est de Londres, faisant essentiellement parti du district de Lewisham sur la rive sud de la Tamise.
Dans le quartier se trouve Goldsmiths College, un des collèges de l'université de Londres.
Le quartier a vu naître l'acteur Gary Oldman le 21 mars 1958. Il est connu pour avoir joué dans quelques films du français Luc Besson mais aussi dans plusieurs sagas dont Harry Potter et Batman.